# Sant'Andrea in Via Flaminia
Sant'Andrea in Via Flaminia, även benämnd Sant'Andrea del Vignola, är en kyrkobyggnad i Rom, helgad åt den helige aposteln Andreas. Kyrkan är belägen vid Via Flaminia i quartiere Flaminio och tillhör församlingen Sant'Eugenio.

## Historia
Påve Julius III uppdrog åt arkitekten Giacomo Barozzi da Vignola att rita denna kyrka i tacksägelse för att han under Roms skövling år 1527 undkommit med livet i behåll. Påven lät helga kyrkan åt aposteln Andreas, då det var på dennes helgondag den 30 november som han hade lyckats fly från Karl V:s landsknektar.
Kyrkans fasad är uppförd i pietra serena, en typ av grå sandsten från Toscana. Sex korintiska pilastrar bär upp ett entablement och en tympanon. Vignolas fasad företer ett släktskap med fasaden till Santa Maria della Stella alle Paparelle i Neapel, ritad år 1519 av Giovanni Francesco Mormando.
I Sant'Andrea, som har Pantheon som förebild, introduceras den ovala kupolen, som kom att bli en av arkitekternas favoritdetaljer i de små barockkyrkor som byggdes senare, bland annat i San Carlo alle Quattro Fontane av Borromini och Sant'Andrea al Quirinale av Bernini. Altarfresken framställer aposteln Andreas knäböjande framför sitt kors och ovanför honom Jungfru Maria med Jesusbarnet. I freskens nedre vänstra hörn ses Jesus kalla Andreas och Petrus till människofiskare.

## Bilder
| Jämförelse av fasaderna till kyrkorna Santa Maria della Stella alle Paparelle i Neapel och Sant'Andrea in Via Flaminia i Rom. |  | Jämförelse av fasaderna till kyrkorna Santa Maria della Stella alle Paparelle i Neapel och Sant'Andrea in Via Flaminia i Rom. |
| Jämförelse av fasaderna till kyrkorna Santa Maria della Stella alle Paparelle i Neapel och Sant'Andrea in Via Flaminia i Rom. |  | |

## Kommunikationer
- Spårvagnshållplats – Roms spårväg, linje 2